# Handjes draaien
Handjes draaien is een liedje van K3 uit 2010. Het nummer werd geschreven en gecomponeerd door Alain Vande Putte en Miguel Wiels en het is de vierde single van het album MaMaSé!

## Nummers
1. Handjes draaien
2. Handjes draaien (instrumentale versie)